# Kuala Jernih
Kuala Jernih is een bestuurslaag in het regentschap Gayo Lues van de provincie Atjeh, Indonesië. Kuala Jernih telt 392 inwoners (volkstelling 2010).